# Каппадоча
Каппадоча (итал. Cappadocia) — коммуна в Италии, расположена в области Абруццо, подчиняется административному центру Л’Акуила.
Население составляет 519 человек (на 2005 г.), плотность населения составляет 7,72 чел./км². Занимает площадь 67,2 км². Почтовый индекс — 67060. Телефонный код — 0863.
Покровителями коммуны почитаются  священномученик Власий Севастийский и святая Маргарита. Праздник ежегодно празднуется 3 февраля.